# Woodpecker in the Rough
Woodpecker in the Rough é o 41º curta de desenho animado da série Woody Woodpecker. Lançado nos cinemas em 16 de junho de 1952, o filme foi produzido pela Walter Lantz Productions e distribuído pela Universal International. 

## Enredo
Pica-Pau vai a um campo de golfe logo pela manhã, mas encontra uma enorme fila de jogadores, até que chega um homem forte que expulsa todos os jogadores, menos o Pica-Pau, que será seu adversário na partida, que faz uma aposta com ele.

## Elenco
| Personagem       | Intérprete     | Dublador      |
| ---------------- | -------------- | ------------- |
| Pica-Pau         | Grace Stafford | Garcia Júnior |
| Bull Dozer       | Dick Nelson    | ?             |
| Jogador de Golfe | Dick Nelson    | ?             |
| Narrador         | Dick Nelson    | Garcia Neto   |

Estúdio de Dublagem: BKS, São Paulo (1977)
Direção de Dublagem: Garcia Neto